# Прелука-Ноуе
Прелука-Ноуе (рум. Preluca Nouă) — село у повіті Марамуреш в Румунії. Входить до складу комуни Копалнік-Менештур.
Село розташоване на відстані 386 км на північний захід від Бухареста, 22 км на південь від Бая-Маре, 76 км на північ від Клуж-Напоки.

## Населення
За даними перепису населення 2002 року у селі проживала 331 особа, усі — румуни. Усі жителі села рідною мовою назвали румунську.